# La grève des bonnes
La grève des bonnes (Stávka služebných) je francouzský němý film z roku 1906. Režisérem je Charles-Lucien Lépine (1859–1941). Film trvá zhruba 6 minut.

## Děj
Film zachycuje stávku žen, která skončí jejich zatčením a odvozem do vězení.